# تشارلز توري سيمبسون
تشارلز توري سيمبسون (بالإنجليزية: Charles Torrey Simpson)‏ (و. 1846 – 1932 م) هو عالم نبات، وعالم حيواني، وmalacologist من الولايات المتحدة الأمريكية .
توفي في ميامي، فلوريدا ، عن عمر يناهز 86 عاماً.